# حساسية أمومية

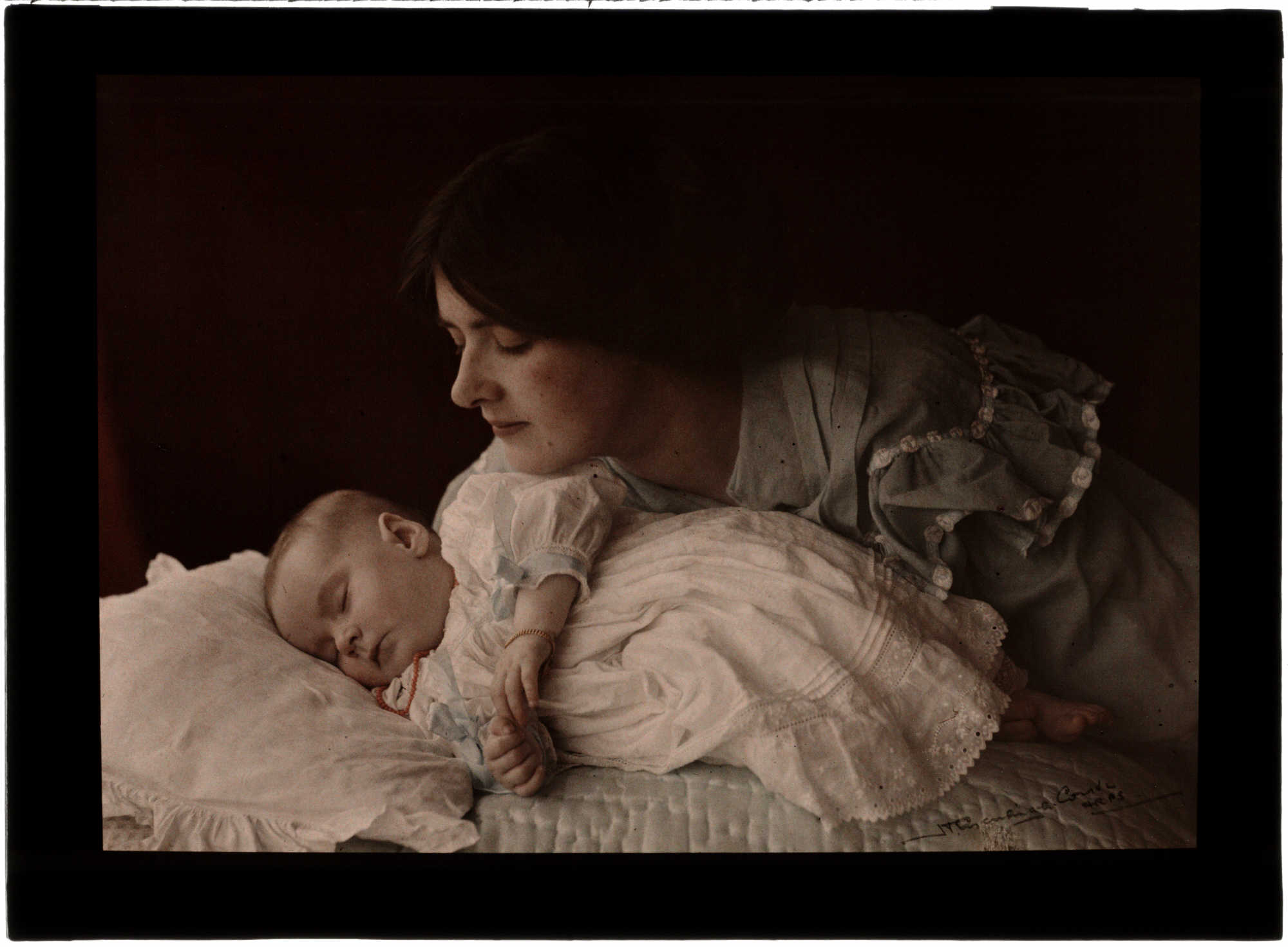

الحساسية الأمومية (بالإنجليزية: Maternal sensitivity)‏ هي قدرة الأم على إدراك الإشارات السلوكية الصادرة عن رضيعها وفهم معناها، ثم الرد على هذه الإشارات والاستجابة لها سريعًا على نحو مناسب.
تؤثر حساسية الأم على نمو طفلها في جميع مراحل حياته، بدءًا من الطفولة وحتى سن الرشد. وعمومًا، فإن الأمهات الأكثر حساسيةً لديهن أطفال أكثر صحةً وأفضل نموًا وتطورًا من الناحيتين الاجتماعية والمعرفية مقارنةً مع أطفال الأمهات قليلات الحساسية. تبين أيضًا أن حساسية الأم تؤثر على الشخص من الناحية النفسية حتى عندما يكون بالغًا. وتبين أن البالغين الذين اختبروا حساسية الأم العالية في أثناء طفولتهم أكثر أمانًا واطمئنانًا من أولئك الذين لم يجربوا هذا الأمر. وبمجرد أن يصبح الراشد والدًا بنفسه، فإن فهمه لحساسية الأمومة سيؤثر على نمو أطفاله وتطورهم.
تشير بعض الأبحاث إلى أن الأمهات البالغات يبدين حساسية أكثر من الأمهات المراهقات، اللواتي قد ينجبن بدورهن أطفالًا أقل ذكاءً ولديهم مستوى قراءة منخفض مقارنةً مع أطفال الأمهات البالغات.
هناك طرق مختلفة لتقييم الحساسة الأمومية، مثل استخدام الملاحظة الطبيعية (طريقة بحثية تعتمد على مراقبة الأفراد التجريبيين في بيتهم الطبيعية) أو إجراء بروتوكول الموقف الغريب والتزامن الأمومي والاهتمام العقلي لدى الأم، بالإضافة إلى وجود طرق أخرى لقياس الحساسية الأمومية في العالم العلمي، مثل مقياس أينسورث للحساسية الأمومية (إيه إم إس إس) وتصنيف Q للسلوك الأمومي (إم بي كيو إس)، وتصنيف Q للحساسية الذي طوره بيدرسون وموران.

## الوصف
كانت عالمة النفس الأمريكية ماري أينسورث أول من وصف الحساسية الأمومية، إذ عرّفتها بأنها قدرة الأم على إدراك إشارات طفلها واتصالاته وفهمها وتفسيرها على نحو مناسب. عدل كارل وبروم التعريف لاحقًا في عام 1995، إذ عرّفوها بأنها قدرة الأم على إدراك إشارات رضيعها بشكل منتظم ثم التصرف والاستجابة بناءً على تلك الإشارات، وأيضًا قدرتها على مراقبة إشاراته وتفسيرها بشكل دقيق، وهو ما تؤكده التفاعلات المتبادلة بين الأم والطفل والتي تتصف بالإيجابية الشرطية والتبادلية والتأثيرية. ويمكن تعريفه عمومًا على أنه مفهوم واسع يجمع بين مجموعة متنوعة من صفات الرعاية السلوكية.
يتبع البحث المتعلق بحساسية الأمومة العمل السابق في التحليل النفسي، وهو متأصل بشكل خاص في نظرية التعلق. ومع توجه تركيز التحليلات النفسية من الأفراد (البالغين خاصةً) إلى الأطفال، توسعت الدراسات البحثية المجراة على الأزواج وأطفالهم حول تأثيرات الطفولة المبكرة على النمو والحمل. وفي نهاية المطاف، طوّر الطبيب النفسي البريطاني جون بولبي نظرية التعلق في عام 1969. وطوّرت ماري أينسورث-التي عملت مع بولبي وزملائها الآخرين- مفهوم الحساسية الأمومية عام 1978 من أجل وصف التفاعل المبكر الذي لاحظته في دراساتها التجريبية بين الأم ورضيعها.
توجد هناك أربعة جوانب مهمة تتعلق بالحساسية الأمومية: طريقة عملية فعالة تشمل القدرات الأمومية، والعطاء المتبادل بين الأم ورضيعها، والتغييرات الطارئة التي تصيب سلوك الرضيع، ونوعية سلوكيات الأم.
حساسية الأمومة هي عملية ديناميكية فعالة ومرنة يمكنها أن تتغير مع مرور الوقت. ويجب على الأم الحساسة أن تكون قادرة على إدراك التلميحات والإشارات التي يجريها طفلها ثم تفسيرها بشكل صحيح والاستجابة لها بشكل مناسب. والعوامل الثلاثة الأكثر إيجابية التي تؤثر على الطفل هي: الدعم الاجتماعي للأم، والتعلق بين الأم والجنين، وارتفاع مستوى تقدير الذات. أما العوامل الثلاثة الأكثر سلبية هي: الاكتئاب الأمومي، والإجهاد الأمومي، والقلق الأمومي.
أظهرت دراسات حديثة أن اضطراب الكرب التالي للصدمة النفسية (بّي تي إس دي) الذي يصيب الأم يمكنه أن يُؤثر سلبًا على حساسية الأم في أثناء تعاملها مع طفلها في اللحظات المجهدة والمسببة للتوتر، إذ يأتي هذا الاضطراب على هيئة منبهات صادمة للأم، ويكون له غالبًا أساس عصبي في الدماغ.

## التقييم

### الملاحظة الطبيعية
تُقيّم حساسية الأمهات في معظم الأحيان أثناء الملاحظة الطبيعية لتفاعلات العلاقة الحرة والسلسة بين الأم وطفلها، في أوقات اللعب مثلًا. توجد العديد من العوامل المتعلقة بالتقييم خلال هذه المشاهدة والتي قد تُساهم في اختلاف النتائج، مثل مكان المنزل بالنسبة لموقع المختبر ومدى سلاسة العلاقة وتأثيرها على هذه المهمة، وطول الملاحظة وتواترها. وبينما تركز بعض الدراسات -القائمة على الملاحظة بشدة- على العلاقة بين الأم وطفلها في أثناء التفاعل الوثيق بينهما خلال أوقات الإرضاع أو اللعب مثلًا، تبحث دراسات أخرى عن كيفية توزيع الأم لانتباهها بين طفلها والأنشطة اليومية الأخرى، وظهرت هذه الدراسات الأخيرة في تجربة أجراها أتكينسون وآخرون. إذ أعطى للأمهات استبيانًا بمثابة مهمة مُشتِّتة للانتباه، ثم قيّم قدراتهن على توزيع انتباههن بفعالية بين أطفالهن وهذه المهمة. بالنسبة لطول الملاحظة، لا تحتاج بعض الدراسات لمدة تقييم تزيد عن 10 دقائق مرة واحدة، في حين تحتاج دراسات أخرى لوقت أطول بكثير.

### بروتوكول الموقف الغريب
طوّرت ماري أينسورث بروتوكول الموقف الغريب في سبعينيات القرن الماضي من أجل تقييم علاقات التعلق والارتباط بين مقدمي الرعاية والأطفال الذين تتراوح أعمارهم بين 9-18 شهرًا. ولأن حساسية الأم هي مؤشر على علاقة التعلق والارتباط، استخدم الباحثون في بعض الأحيان هذا البروتوكول لملاحظة التعلق حتى يتمكنوا من استخدام النتائج في التنبؤ بمستوى حساسية الأم واستنتاجه.
في بروتوكول الموقف الغريب، يُترك الطفل الصغير للعب لمدة 21 دقيقة ثم يُلاحظ سلوكه وقلقه - من خلال نافذة زجاجية أحادية الاتجاه - عندما يدخل مقدم الرعاية ومعه الغرباء إلى الغرفة ويغادرونها. تسلسل الأحداث المحدد هو كما يلي:
1. الأم والطفل وحدهما. مراقبة استخدام الأم كقاعدة آمنة، والتي تعزز السلوك الاستكشافي والاستقلال.
2. شخص غريب يدخل الغرفة، مما يدل على آثار القلق الغريب.
3. تترك الأم الطفل، مما يدل على آثار انفصال القلق. الغريب يحاول تهدئة الطفل، الذي يختبر آثار القلق الغريب.
4. تعود الأم وتترك الغريب. مراقبة سلوك لم الشمل.
5. يترك الطفل والأم مرة أخرى، ليتم اختبار انفصال القلق.
6. يعود الغريب ويحاول أن يريح الرضيع. ليتم اختبار القلق الغريب.
7. تعود الأم ويترك الغريب. مرة أخرى، مراقبة سلوك لم الشمل.[5]

يتم ملاحظة الأطفال وتصنيفهم إلى أحد أنماط الارتباط الأربعة - الارتباط الآمن، أو الارتباط المتناقض مع القلق، أو الارتباط بتجنب القلق، أو الارتباط غير المنظم - استنادًا إلى انفصال القلق للطفل، والرغبة في الاستكشاف، والقلق الغريب، وسلوك لم الشمل.

### التزامن بين الأم والرضيع وعقلية الأم
هناك مفهومان نوعيان مرتبطان بحساسية الأمومية هما التزامن بين الأم والرضع وعقلية الأم.
في التزامن بين الأم والرضيع، تؤخذ قدرة الأم والرضيع على تغيير سلوكهم على أساس استجابة الآخر في الاعتبار. يؤثر الرضيع (الصوت والوجه) وتحفيز الأمهات (الصوتية واللمسية) على مؤشرات جيدة على التزامن بين الأم والرضيع. وُجِدَ أن إيقاع الرضيع كان أقوى وأن التفاعلات كانت أفضل عند 5 أشهر من 3 أشهر. وفقا للدراسة، تزيد قدرة الرضيع على إرسال الإشارات وقدرة الأم على إدراكها مع التزامن مع مرور الوقت. أظهرت الدراسات أن التزامن بين الأم والرضيع سيؤدي إلى تطور الطفل في ضبط النفس وغيره من سلوكيات التنظيم الذاتي في وقتٍ لاحق من الحياة.
يقيم مفهوم عقلية الأم ذات الصلة قدرة الأم على فهم عقل الرضيع وتعبيره الشفهي: الأفكار والرغبات والنوايا والذكريات. تم العثور على عقلية الأمهات المرتبطة ببعض النتائج التنموية، مثل أمان المرفقات. يُعتبر تعليق مقدم الرعاية تعليقًا مناسبًا مرتبطًا بالعقل إذا تم اعتبار التعليق مطابقًا لسلوك الرضيع بواسطة المبرمج المستقل، إذا كان التعليق يربط نشاط الرضيع الحالي بالأنشطة السابقة، وإذا شجع التعليق الرضيع على الاستمرار مع نواياه أو لها عندما توقف الحديث. هذا يرتبط بعقلية تفكير الأم العالية. إذا قام مقدم الرعاية بتعيين الحالة الداخلية الخاطئة لسلوك الطفل، إذا لم يكن التعليق حول النشاط الحالي مرتبطًا بشكلٍ كافٍ بحدث سابق، وإذا كان التعليق يمنع الرضيع من متابعة النشاط الحالي، وإذا كان التعليق غير واضح، يُعتبر تعليقًا مناسبًا مرتبطًا بالعقل ويرتبط بانخفاض تفكير العقل.